# Osram
Osram AG je nadnárodní společnost se sídlem v Mnichově v Německu, vyrábějící osvětlovací techniku. Je sesterskou společností v celkovém vlastnictví společnosti Siemens AG. Osram je druhou největší společností vyrábějící osvětlovací techniku na světě po společnosti Philips. Společnost má výrobní závody v Německu, Česku (Bruntál), Francii, Indii, Lotyšsku, Slovensku (Nové Zámky), Rusku, Číně, Indonésii a Argentině, které zaměstnávají více než 40 000 zaměstnanců po celém světě.
Společnost Osram byla založena v roce 1919 splynutím společností Siemens & Halske a AEG. Název Osram je odvozen od názvu prvků osmium a wolfram, které se nejčastěji používaly k výrobě světelných vláken v okamžiku založení společnosti. Značka Osram byla vytvořena v roce 1906 a zaregistrována podnikem Deutsche Gasglühlicht-Anstalt (známým také jako Auer-Gesellschaft).
V roce 2016 došlo k rozdělení společnosti a část která se zabývá osvětlením pro domácnosti se nyní jmenuje Ledvance ale výrobky stále nesou logo Osram.